# آلن بلویی
آلن بلویی (فرانسوی: Alain Bellouis‎؛ زادهٔ ۲۸ ژوئیهٔ ۱۹۴۷) دوچرخه‌سوار اهل فرانسه است.